# Sarah Prieels
Sarah Prieels, née le 27 février 1990, est une archère belge.

## Carrière
Sarah Prieels est médaillée d'or par équipe en arc à poulies aux Championnats d'Europe de tir à l'arc 2010 à Rovereto.
Elle remporte la médaille d'or en arc à poulies individuel aux Championnats d'Europe de tir à l'arc en salle 2015 à Koper et aux Championnats d'Europe de tir à l'arc 2016 à Nottingham, la médaille d'argent dans la même épreuve aux Championnats d'Europe de tir à l'arc en salle 2017 à Vittel et la médaille de bronze aux Championnats du monde de tir à l'arc en salle 2016 à Ankara.
Elle est sacrée championne d'Europe par équipe mixte en arc à poulies en 2021 à Antalya avec Reginald Kools.

## Famille
Elle est l'arrière-arrière-petite-fille de l'archer Hubert Van Innis, multiple champion olympique.